# Алекс Лопес Морон
Алекс Лопес Морон (ісп. Álex López Morón; нар. 28 листопада 1970) — колишній іспанський тенісист.
Найвищу одиночну позицію світового рейтингу — 100 місце досяг 9 жовтня 1995, парну — 63 місце — 24 липня 2000 року.
Здобув 2 парні титули.
Найвищим досягненням на турнірах Великого шолома було 2 коло в одиночному, парному та змішаному парному розрядах.

## Фінали турнірів ATP за кар'єру

### Парний розряд: 2 (2 перемоги)
| Легенда                         |
| ------------------------------- |
| Турніри Великого шолома (0–0)   |
| Фінали Світового туру ATP (0–0) |
| Серія Мастерс ATP (0–0)         |
| Серія турнірів ATP (0–0)        |
| Серія ATP Інтернешнл (2–0)      |

| Фінали за покриттям |
| ------------------- |
| Тверде (0–0)        |
| Ґрунт (2–0)         |
| Трава (0–0)         |

| Титули за типом корту |
| --------------------- |
| Відкритий (2–0)       |
| Закритий (0–0)        |

| Результат | В-П | Дата     | Турнір                                          | Рівень           | Покриття | Партнер        | Суперники                | Рахунок       |
| --------- | --- | -------- | ----------------------------------------------- | ---------------- | -------- | -------------- | ------------------------ | ------------- |
| Перемога  | 1–0 | Лип 2000 | Відкритий чемпіонат Хорватії з тенісу, Хорватія | Серія Інтернешнл | Ґрунт    | Альберт Портас | Іван Любичич Ловро Зовко | 6–1, 7–6(7–2) |
| Перемога  | 2–0 | Лип 2003 | Відкритий чемпіонат Хорватії з тенісу, Хорватія | Серія Інтернешнл | Ґрунт    | Рафаель Надаль | Тодд Перрі Сімада Томас  | 6–1, 6–3      |

## Фінали ATP Челленджер і ITF Ф'ючерс

### Одиночний розряд: 4 (2–2)
| Легенда              |
| -------------------- |
| ATP Челленджер (2–2) |
| ITF Ф'ючерс (0–0)    |

| Фінали за покриттям |
| ------------------- |
| Тверде (0–0)        |
| Ґрунт (2–2)         |
| Трава (0–0)         |
| Килим (0–0)         |

| Результат | В-П | Дата     | Турнір            | Рівень     | Покриття | Суперник        | Рахунок       |
| --------- | --- | -------- | ----------------- | ---------- | -------- | --------------- | ------------- |
| Поразка   | 0–1 | Вер 1997 | Севілья, Іспанія  | Челленджер | Ґрунт    | Алекс Калатрава | 2–6, 4–6      |
| Перемога  | 1–1 | Жов 1997 | Майорка, Іспанія  | Челленджер | Ґрунт    | Орлін Станойчев | 6–4, 6–4      |
| Перемога  | 2–1 | Лип 1999 | Монтобан, Франція | Челленджер | Ґрунт    | Емануел Коуту   | 6–4, 4–6, 6–2 |
| Поразка   | 2–2 | Лип 1999 | Остенде, Бельгія  | Челленджер | Ґрунт    | Олів'є Малькор  | 3–6, 1–6      |

### Парний розряд: 33 (16–17)
| Легенда                |
| ---------------------- |
| ATP Челленджер (16–17) |
| ITF Ф'ючерс (0–0)      |

| Фінали за покриттям |
| ------------------- |
| Тверде (1–0)        |
| Ґрунт (15–17)       |
| Трава (0–0)         |
| Килим (0–0)         |

| Результат | В-П   | Дата     | Турнір                 | Рівень     | Покриття | Партнер                   | Суперники                                | Рахунок              |
| --------- | ----- | -------- | ---------------------- | ---------- | -------- | ------------------------- | ---------------------------------------- | -------------------- |
| Поразка   | 0–1   | Лип 1994 | Оберштауфен, Німеччина | Челленджер | Ґрунт    | Массімо Валері            | Джошуа Ігл Кірк Гейґарт                  | 3–6, 2–6             |
| Поразка   | 0–2   | Сер 1997 | Альпірсбах, Німеччина  | Челленджер | Ґрунт    | Фабіо Маджі               | Матіас Гунінґ Грант Сілкок               | 7–5, 4–6, 5–7        |
| Перемога  | 1–2   | Вер 1997 | Ешпіню, Португалія     | Челленджер | Ґрунт    | Хуан Ігнасіо Карраско     | Алекс Калатрава Бернардо Мота            | 4–6, 6–2, 7–5        |
| Перемога  | 2–2   | Чер 1998 | Фюрт, Німеччина        | Челленджер | Ґрунт    | Альберт Портас            | Хуан Ігнасіо Карраско Мартін Родрігес    | 6–4, 6–4             |
| Поразка   | 2–3   | Чер 1998 | Спліт, Хорватія        | Челленджер | Ґрунт    | Альберто Мартін           | Джефф Грант Аттіла Шавольт               | 6–4, 3–6, 2–6        |
| Поразка   | 2–4   | Лип 1998 | Контрексевіль, Франція | Челленджер | Ґрунт    | Хайро Веласко мол.        | Дієго дель Ріо Мартін Родрігес           | 6–7, 6–4, 4–6        |
| Поразка   | 2–5   | Вер 1998 | Щецин, Польща          | Челленджер | Ґрунт    | Массімо Ардінгі           | Орлін Станойчев Радомир Вашек            | 6–7, 6–3, 4–6        |
| Перемога  | 3–5   | Жов 1998 | Каїр, Єгипет           | Челленджер | Ґрунт    | Альберт Портас            | Альберто Мартін Сальвадор Наварро        | 4–6, 6–3, 6–2        |
| Перемога  | 4–5   | Сер 1999 | Женева, Швейцарія      | Челленджер | Ґрунт    | Еміліо Бенфеле Альварес   | Пол Генлі Натан Гілі                     | 7–5, 6–3             |
| Поразка   | 4–6   | Жов 1999 | Каїр, Єгипет           | Челленджер | Ґрунт    | Альберт Портас            | Хайро Веласко мол. Хуан Ігнасіо Карраско | 7–6, 4–6, 6–7        |
| Поразка   | 4–7   | Лис 1999 | Сантьяго, Чилі         | Челленджер | Ґрунт    | Херман Пуентес Альканьїс  | Антоніо Пріето Крістіану Теста           | 6–4, 4–6, 3–6        |
| Перемога  | 5–7   | Тра 2000 | Любляна, Словенія      | Челленджер | Ґрунт    | Еміліо Бенфеле Альварес   | Паул Роснер Джейсон Вейр-Сміт            | 6–3, 6–4             |
| Поразка   | 5–8   | Чер 2000 | Брауншвейг, Німеччина  | Челленджер | Ґрунт    | Альберт Портас            | Єнс Кніппшильд Джефф Таранго             | 2–6, 2–6             |
| Перемога  | 6–8   | Жов 2000 | Каїр, Єгипет           | Челленджер | Ґрунт    | Альберт Портас            | Петр Ковачка Павел Курднач               | 6–4, 6–3             |
| Поразка   | 6–9   | Вер 2001 | Щецин, Польща          | Челленджер | Ґрунт    | Хуан Ігнасіо Карраско     | Маріуш Фирстенберг Марцин Матковський    | 4–6, 6–7(2–7)        |
| Перемога  | 7–9   | Жов 2001 | Кальярі, Італія        | Челленджер | Ґрунт    | Хуан Ігнасіо Карраско     | Марк Лопес Таррес Фернандо Вісенте       | 6–2, 4–6, 6–4        |
| Перемога  | 8–9   | Жов 2001 | Барселона, Іспанія     | Челленджер | Ґрунт    | Хуан Ігнасіо Карраско     | Франтішек Чермак Давід Шкох              | 6–4, 6–1             |
| Перемога  | 9–9   | Кві 2002 | Туніс (місто), Туніс   | Челленджер | Ґрунт    | Андрес Шнейтер            | Девін Бовен Ешлі Фішер                   | 6–4, 7–6(8–6)        |
| Поразка   | 9–10  | Жов 2002 | Севілья, Іспанія       | Челленджер | Ґрунт    | Альберт Портас            | Маріано Худ Луїс Орна                    | 6–4, 1–6, 4–6        |
| Поразка   | 9–11  | Жов 2002 | Каїр, Єгипет           | Челленджер | Ґрунт    | Альберт Портас            | Карстен Браш Томас Беренд                | 6–7(3–7), 4–6        |
| Перемога  | 10–11 | Бер 2003 | Кальярі, Італія        | Челленджер | Ґрунт    | Андрес Шнейтер            | Хуан Ігнасіо Карраско Альберт Портас     | 5–7, 6–4, 7–5        |
| Поразка   | 10–12 | Тра 2003 | Кошиці, Словаччина     | Челленджер | Ґрунт    | Андрес Шнейтер            | Стівен Гасс Майлз Вейкфілд               | 4–6, 3–6             |
| Поразка   | 10–13 | Чер 2003 | Лугано, Швейцарія      | Челленджер | Ґрунт    | Андрес Шнейтер            | Жоан Бальсельс Хуан Альберт Вілока       | 4–6, 4–6             |
| Перемога  | 11–13 | Сер 2003 | Женева, Швейцарія      | Челленджер | Ґрунт    | Андрес Шнейтер            | Еміліо Бенфеле Альварес Філіпп Пецшнер   | 6–4, 5–7, 7–6(9–7)   |
| Перемога  | 12–13 | Лип 2004 | Монтобан, Франція      | Челленджер | Ґрунт    | Марк-Кевін Гелльнер       | Бріан Дабуль Ігнасіо Гонсалес-Кінг       | 6–3, 5–7, 7–6(7–5)   |
| Поразка   | 12–14 | Сер 2004 | Сан-Марино, Сан-Марино | Челленджер | Ґрунт    | Адріан Гарсія             | Массімо Бертоліні Том Ванхудт            | 2–6, 4–6             |
| Перемога  | 13–14 | Сер 2004 | Трані, Італія          | Челленджер | Ґрунт    | Массімо Бертоліні         | Мартін Штепанек Ян Вацек                 | 2–6, 6–4, 6–3        |
| Перемога  | 14–14 | Вер 2004 | Генуя, Італія          | Челленджер | Ґрунт    | Еміліо Бенфеле Альварес   | Массімо Бертоліні Том Ванхудт            | 6–3, 6–4             |
| Поразка   | 14–15 | Жов 2004 | Севілья, Іспанія       | Челленджер | Ґрунт    | Оскар Ернандес            | Александер Васке Томас Беренд            | 6–7(0–7), 6–7(2–7)   |
| Поразка   | 14–16 | Чер 2005 | Барселона, Іспанія     | Челленджер | Ґрунт    | Альберт Портас            | Оскар Ернандес Габрієль Трухільйо Солер  | 5–7, 4–6             |
| Перемога  | 15–16 | Чер 2005 | Брауншвейг, Німеччина  | Челленджер | Ґрунт    | Енцо Артоні               | Массімо Бертоліні Том Ванхудт            | 5–7, 6–4, 7–6(14–12) |
| Перемога  | 16–16 | Сер 2005 | Сеговія, Іспанія       | Челленджер | Тверде   | Марсель Гранольєрс        | Даніеле Браччалі Урос Віко               | 6–4, 6–2             |
| Поразка   | 16–17 | Вер 2006 | Таррагона, Іспанія     | Челленджер | Ґрунт    | Сантьяго Вентура Бертомеу | Г'юго Армандо Габрієль Трухільйо Солер   | 3–6, 6–7(3–7)        |

## Досягнення
| W | Ф | ПФ | ЧФ | #Р | КТ | К# | DNQ | A | NH |

### Одиночний розряд
| Турніри Великого шлему                 |     |     |     |     |     |     |     |     |     |       |     |     |
| Відкритий чемпіонат Австралії з тенісу |     |     |     |     |     | К3р | К1р | 1р  | К1р | 0 / 1 | 0–1 | 0%  |
| Відкритий чемпіонат Франції з тенісу   |     | К3р | 1р  |     | К3р | К1р | 2р  | К1р |     | 0 / 2 | 1–2 | 33% |
| Вімблдонський турнір                   | К1р | К2р | 1р  |     | К1р |     |     |     |     | 0 / 1 | 0–1 | 0%  |
| Відкритий чемпіонат США з тенісу       |     |     | 1р  |     |     |     |     | К2р |     | 0 / 1 | 0–1 | 0%  |
| В-П                                    | 0–0 | 0–0 | 0–3 | 0–0 | 0–0 | 0–0 | 1–1 | 0–1 | 0–0 | 0 / 5 | 1–5 | 17% |
| Тур ATP Мастерс 1000                   |     |     |     |     |     |     |     |     |     |       |     |     |
| Монте-Карло                            | К1р | К3р | 3р  |     |     |     |     | 1р  |     | 0 / 2 | 2–2 | 50% |
| Гамбург                                |     |     |     |     |     |     | К1р |     |     | 0 / 0 | 0–0 | –   |
| Мастерс Рим                            |     | К1р |     |     |     |     |     |     |     | 0 / 0 | 0–0 | –   |
| В-П                                    | 0–0 | 0–0 | 2–1 | 0–0 | 0–0 | 0–0 | 0–0 | 0–1 | 0–0 | 0 / 2 | 2–2 | 50% |

### Парний розряд
| Турніри Великого шлему                 |     |     |     |     |     |     |     |        |      |     |
| Відкритий чемпіонат Австралії з тенісу | 1р  | 2р  | 2р  | 2р  | 1р  | 1р  |     | 0 / 6  | 3–6  | 33% |
| Відкритий чемпіонат Франції з тенісу   | 1р  | 1р  | 1р  | 1р  | 1р  | 1р  | 1р  | 0 / 7  | 0–7  | 0%  |
| Вімблдонський турнір                   | 1р  | 1р  | 1р  |     | 1р  | 2р  | 1р  | 0 / 6  | 1–6  | 14% |
| Відкритий чемпіонат США з тенісу       |     | 1р  |     | 1р  | 2р  | 1р  |     | 0 / 4  | 1–4  | 20% |
| В-П                                    | 0–3 | 1–4 | 1–3 | 1–3 | 1–4 | 1–4 | 0–2 | 0 / 23 | 5–23 | 18% |
| Тур ATP Мастерс 1000                   |     |     |     |     |     |     |     |        |      |     |
| Відкритий чемпіонат Маямі з тенісу     |     |     | 1р  |     |     |     |     | 0 / 1  | 0–1  | 0%  |
| Монте-Карло                            |     |     | 1р  |     |     |     |     | 0 / 1  | 0–1  | 0%  |
| Гамбург                                | ЧФ  |     |     |     |     |     |     | 0 / 1  | 2–1  | 67% |
| В-П                                    | 2–1 | 0–0 | 0–2 | 0–0 | 0–0 | 0–0 | 0–0 | 0 / 3  | 2–3  | 40% |

## Перемоги над гравцями першої 10-ки
| #    | Гравець        | Рейтинг | Турнір              | Покриття | Р-д | Рахунок       |
| ---- | -------------- | ------- | ------------------- | -------- | --- | ------------- |
| 1995 |                |         |                     |          |     |               |
| 1.   | Магнус Ларссон | 10      | Монте-Карло, Монако | Ґрунт    | 2р  | 6–3, 7–6(7–3) |